# Spybot – Search & Destroy
Spybot – Search & Destroy (abgekürzt Spybot-S&D) ist ein proprietäres Anti-Spyware-Programm für Windows. Neben dem Entfernen zahlreicher verbreiteter Spyware und Adware besitzt es noch einige zusätzliche Funktionen. Eine davon ist die Möglichkeit, Datenspuren über zuletzt verwendete Dateien und Webseiten zu beseitigen, eine weitere die Verwaltung der beim Booten des Betriebssystems zu startenden Programme.
Seit 2015 entstanden eine Reihe weitere Spybot-Programme, die zusätzlichen Schutz der Privatsphäre und mehr Datensicherheit bieten sollen.
Windows 7 bis Windows 10 sowie Windows PE ab Version 3.0 werden von der aktuellen Version 2.7 unterstützt.  Für ältere Windows-Versionen, von XP bis Vista und PE 1.0–3.0, bleibt Version 2.4 verfügbar. Die ebenfalls noch unterstützte Version 1.6.2 läuft auch unter noch älteren Windows-Versionen ab Windows 95.
Das Programm ist in der Grundversion für Privatanwender kostenlos. Der volle Funktionsumfang steht sowohl für private Anwender als auch für Unternehmen und Institutionen nur mit jährlich zu verlängernden, kostenpflichtigen Lizenzen zur Verfügung. Ab Version 2.1 tragen diese Versionen den Zusatz „+AV“ im Produktnamen und enthalten einen zusätzlichen Antivirenschutz, der auf der Bitdefender-Engine basiert.
Seit Februar 2018 gibt es auch die portable Version 2.7, die nicht installiert werden muss.